# NASM
NASM (Netwide Assembler) — свободный (LGPL и лицензия BSD) ассемблер для архитектуры Intel x86. Используется для написания 16-, 32- и 64-разрядных программ.

## История
NASM был создан Саймоном Тэтхемом совместно с Юлианом Холлом и в настоящее время развивается небольшой командой разработчиков на SourceForge.net. Первоначально он был выпущен согласно своей собственной лицензии, но позже эта лицензия была заменена на GNU LGPL после множества проблем, вызванных выбором лицензии. Начиная с версии 2.07 лицензия заменена на «упрощённую BSD» (BSD из 2 пунктов).
NASM может работать на платформах, отличных от x86, таких как SPARC и PowerPC, однако код он генерирует только для x86 и x86-64.
NASM успешно конкурирует со стандартным в Linux- и многих других UNIX-системах ассемблером gas. Считается, что качество документации у NASM выше, чем у gas. Кроме того, ассемблер gas по умолчанию использует AT&T-синтаксис, ориентированный на процессоры не от Intel, в то время как NASM использует вариант традиционного для x86-ассемблеров Intel-синтаксиса; Intel-синтаксис используется всеми ассемблерами для DOS/Windows, например, MASM, TASM, fasm.

## Синтаксис языка
В NASM используется Intel-синтаксис записи инструкций. Предложение языка ассемблера NASM (строка программы) может состоять из следующих элементов:
```
Метка
 
Инструкция
 
Операнды
 
Комментарий

```

Операнды разделяются между собой запятой. Перед строкой и после инструкции можно использовать любое количество пробельных символов. Комментарий начинается с точки с запятой, а концом комментария считается конец строки. В качестве инструкции может использоваться команда или псевдокоманда (директива компилятора). Если строка очень длинная, то её можно перенести на следующую, используя обратный слеш \ подобно тому, как это делается в языке Си.

## Компиляция и компоновка
NASM компилирует программы под различные операционные системы в пределах x86-совместимых процессоров. Находясь в одной операционной системе, можно беспрепятственно откомпилировать исполняемый файл для другой. В общем встроенные средства NASM позволяет компилировать не только программы, но и файлы с любым содержимым. Также мощный макро-препроцессор значительно расширяет возможности для программирования.
Компиляция программ в NASM состоит из двух этапов. Первый — ассемблирование, второй — компоновка. На этапе ассемблирования создаётся объектный код. В нём содержится машинный код программы и данные, в соответствии с исходным кодом, но идентификаторы (переменные, символы) пока не привязаны к адресам памяти. На этапе компоновки из одного или нескольких объектных модулей создаётся исполняемый файл (программа). Операция компоновки связывает идентификаторы, определённые в основной программе, с идентификаторами, определёнными в остальных модулях, после чего всем идентификаторам даются окончательные адреса памяти или обеспечивается их динамическое выделение.
Для компоновки объектных файлов в исполняемые в Windows можно использовать свободный бесплатно распространяемый компоновщик alink(для 64-битных программ компоновщик GoLink), а в Linux — компоновщик ld, который есть в любой версии этой операционной системы.
Для ассемблирования файла нужно ввести следующую команду:
```
nasm
 
-f
 
format
 
filename
 
-o
 
output

```

### Инструкции перехода
Компилятор обрабатывает текст программы в несколько проходов, благодаря чему можно инструкции перехода размещать до объявления соответствующих меток.
В командах условного и безусловного (jmp) переходов используется по умолчанию ближний тип переходов — near. Поэтому при возможности короткого перехода, чтобы не завысить размер программы на лишний байт, необходимо специально указать тип перехода short. С версии 0.98.09b были добавлены опции оптимизации -Ox, которые позволяют автоматически оптимизировать размер инструкций перехода, в более ранних версиях или без таких опций минимальный размер программы можно получить только ручной модификацией исходного кода.

## Формат выходных файлов
NASM поддерживает множество форматов выходных файлов, среди них:
- bin — файл произвольного формата, определяемого только исходным кодом. Пригоден как для файлов данных, так и для модулей с исполняемыми кодами — например, системных загрузчиков, образов ПЗУ, модулей операционных систем, драйверов .SYS в MS-DOS или исполняемых файлов .COM.
- obj — объектный модуль в формате OMF, совместимый с MASM и TASM.
- win32 и win64 — объектный модуль для 32- и 64-битного кода, совместимый с Win32- и Win64-компиляторами Microsoft.
- aout — объектный модуль в варианте формата a.out, использовавшегося в ранних Linux-системах.
- aoutb — версия формата a.out для BSD-совместимых операционных систем.
- coff — объектный модуль в формате COFF, совместимом с компоновщиком из DJGPP.
- elf32 и elf64 — объектный модуль в форматах ELF32 и ELF64, используемых в Linux и Unix System V, включая Solaris x86, UnixWare и SCO Unix.

Формат выходного файла можно задать с помощью ключа командной строки -f. Форматы могут расширять синтаксис некоторых инструкций и добавлять собственные инструкции.

## Примеры программы «Hello, world!» под разные ОС
Примеры программы Hello, world!, которая выводит соответствующее сообщение и завершается.
```
SECTION
 
.data

msg
     
db
 
"
Hello
,
 
world
!
"
,
0xa
  

len
     
equ
 
$
 
-
 
msg

SECTION
 
.text

global
 
_start
           
; the program entry point

_start:

        
mov
 
eax
,
 
4
      
; 'write' syscall

        
mov
 
ebx
,
 
1
      
; file descr. 1 (stdout)

        
mov
 
ecx
,
 
msg
    
; pointer to the data

        
mov
 
edx
,
 
len
    
; amount of data

        
int
 
0x80
        
; call to the kernel

        
mov
 
eax
,
 
1
      
; '_exit' syscall

        
mov
 
ebx
,
 
0
      
; zero exit code (success)

        
int
 
0x80
        
; call to the kernel

```

```
global
  
_start

section
 
.text

_start:

        
mov
     
rax
,
 
1
                  
; system call 1 is write

        
mov
     
rdi
,
 
1
                  
; file handle 1 is stdout

        
mov
     
rsi
,
 
message
            
; address of string to output

        
mov
     
rdx
,
 
13
                 
; number of bytes

        
syscall
                         
; invoke operating system to do the write

        
mov
     
eax
,
 
60
                 
; system call 60 is exit

        
xor
     
rdi
,
 
rdi
                
; exit code 0

        
syscall
                         
; invoke operating system to exit

message:

        
db
      
"
Hello
,
 
World
"
,
 
10
      
; note the newline at the end

```

```
SECTION
 
.text

org
 
0x100
		
; эта директива нужна только в случае .com файла, в котором нет никаких	секций

	
mov
 
ah
,
 
0x9

	
mov
 
dx
,
 
hello

	
int
 
0x21

	
mov
 
ax
,
 
0x4c00
		
; ah == 0x4c al == 0x00

	
int
 
0x21

SECTION
 
.data

	
hello
 
DB
 
"
Hello
,
 
world
!
"
,
0xd
,
0xa
,
'
$
'

```

```
%
include
 
'
WIN32N.INC
'

EXTERN
 
MessageBoxA

Import
 
MessageBoxA
 
user32.dll

EXTERN
 
ExitProcess

Import
 
ExitProcess
 
kernel32.dll

SECTION
 
CODE
 
USE32
 
CLASS
=
CODE

..start:

	
push
 
UINT
 
MB_OK

	
push
 
LPCTSTR
 
title

	
push
 
LPCTSTR
 
banner

	
push
 
HWND
 
NULL

	
call
 
[
MessageBoxA
]

	
push
 
UINT
 
NULL

	
call
 
[
ExitProcess
]

SECTION
 
DATA
 
USE32
 
CLASS
=
DATA

	
banner
 
db
 
'
Hello
,
 
world
!
'
,
0xD
,
0xA
,
0

	
title
 
db
 
'
Hello
'
,
0

```

```
; Hello.asm

EXTERN
 
MessageBoxW

EXTERN
 
ExitProcess

SECTION
 
.text
 
USE64

start:

	
sub
 
rsp
,
 
28
h
         
; 32 bytes for Microsoft x64 calling convention "shadow space" + 8 bytes for stack aligning to 16 bytes boundry after call put on stack 8 bytes return address

	
xor
 
rcx
,
 
rcx
         
; HWND hWnd = NULL

        
lea
 
rdx
,
 
[
banner
]
    
; LPCTSTR lpText = banner

        
lea
 
r8
,
 
[
title
]
      
; LPCTSTR lpCaption = title

        
xor
 
r9
,
 
r9
           
; UINT uType =  MB_OK

        
call
 
MessageBoxW
     
; MessageBox(hWnd, lpText, lpCaption, uType)

        
xor
 
rcx
,
 
rcx
         
; UINT uExitCode = 0

        
call
 
ExitProcess
     
; ExitProcess(uExitCode)

SECTION
 
.data

        
banner
 
dw
 
__utf16__
(
'
Hello
,
 
world
!
'
),
0

        
title
 
dw
 
__utf16__
(
'
Hello
!
'
),
0

```

>nasm -f win64 Hello.asm

>golink Hello.obj kernel32.dll user32.dll
```
SECTION
 
.data

msg
     
db
 
"
Hello
,
 
world
!
"
,
0xa
  

len
     
equ
 
$
 
-
 
msg

SECTION
 
.text

global
 
_start
            
; the program entry point

_start:

        
push
 
dword
 
len

        
push
 
dword
 
msg

        
push
 
dword
 
1
     
; 1 is the file descriptor of stdout

        
mov
 
eax
,
 
4
       
; 4 is the 'write' syscall

        
push
 
eax
         
; we must leave an extra dword on the stack

        
int
 
0x80
         
; call to the kernel

        
add
 
esp
,
 
16
      
; clean up the stack

        
push
 
dword
 
0
     
; 0 is the exit code (success)

        
mov
 
eax
,
 
1
       
; 1 is the '_exit' syscall

        
push
 
eax
         
; extra dword on the stack

        
int
 
0x80
         
; call to the kernel

                         
; no cleanup - we will never return

```

```
bits
 
32

     
%
include
 
'
mos.inc
'

     
section
 
.text

     
MOS_HEADER01
 
main
,
image_end
,
memory_end
,
stacktop
,
0
,
0

main:

redraw:

       
call
 
draw_window

wait_event:

	
MOS_WAITEVENT

	
dec
 
eax

	
jz
 
redraw

	
dec
 
eax

	
jz
 
key

;button pressed; we have only one button, close

	
MOS_EXIT

key:

;key pressed, read it and ignore

	
mov
 
eax
,
 
MOS_SC_GETKEY

	
int
 
0x40

	
jmp
 
wait_event

draw_window:

	
MOS_STARTREDRAW

	
xor
 
eax
,
 
eax

	
mov
 
ebx
,
 
10
*
65536
 
+
 
150

	
mov
 
ecx
,
 
40
*
65536
 
+
 
50

	
mov
 
edx
,
 
0x33FFFFFF

	
mov
 
edi
,
 
header

	
int
 
0x40
 
;define&draw window

	
mov
 
eax
,
 
MOS_SC_WRITETEXT

	
mov
 
ebx
,
 
30
*
65536
 
+
 
10

	
mov
 
ecx
,
 
0x80000000

	
mov
 
edx
,
 
string

	
int
 
0x40
 
;display string

	
MOS_ENDREDRAW

	
ret

	
section
	
.data

header
 
db
 
'
HelloWorld
 
test
'
,
0

string
 
db
 
'
Hello
,
 
World
!
'
,
0

image_end:

	
section
 
.bss

alignb
 
4

stack
 
resb
 
1024

stacktop:

memory_end:

```

```
bits
 
16

org
 
0x7C00

mov
 
si
,
 
msg

mov
 
ah
,
 
0x0E

print:

    
lodsb

    
test
 
al
,
 
al

    
jz
 
halt

    
int
 
0x10

    
jmp
 
print

halt:

    
cli

    
hlt

msg
 
db
 
'
Hello
,
 
World
!
'
,
 
0

times
 
510
 
-
 
(
$
 
-
 
$$
)
 
db
 
0

dw
 
0xAA55

```

## Известные программы, написанные на NASM
- Asmutils — набор системных утилит для операционных систем BSD, UnixWare, Solaris и AtheOS.
- Проект AsmOS[10] — операционная система на ассемблере NASM (сейчас на стадии разработки).